# الشعب (المقاطرة)

تعديل مصدري - تعديل

الشعب هي إحدى قرى عزلة الصوالحة بمديرية المقاطرة التابعة لمحافظة لحج، بلغ تعداد سكانها 168 نسمة حسب تعداد اليمن لعام 2004.